# Vevang
Vevang är en by i Hustadvika kommun i Møre og Romsdal fylke i västra Norge. Byn ligger där fylkesväg 64 möter fylkesväg 663 och fylkesväg 6070, väster om Atlanthavsvägen.